# Manuel Said Ali Ida
Manuel Said Ali Ida (Petrópolis, 21 de outubro de 1861 — Rio de Janeiro, 27 de maio de 1953) foi um filólogo brasileiro, considerado por muitos como o maior sintaxista da língua portuguesa.

## Vida
Era filho de mãe alemã (Catarina Schiffler), e de pai de ascendência turca (Said Ali Ida), que faleceu quando Manuel tinha apenas dois anos de idade. Fez os seus estudos em Petrópolis e mudou-se para o Rio de Janeiro quando tinha catorze anos de idade para trabalhar na livraria Laemmert, onde depois leccionaria alemão na Escola Militar e no que viria a ser o Colégio Pedro II em 1890 (aí, foi professor do poeta Manuel Bandeira). Foi ainda professor de francês, inglês e Geografia. Interessava-se também pelas ciências naturais, especialmente botânica e entomologia, além de cultivar o desenho e se dedicar ao piano.
Manteve ao longo da vida uma intelectualmente frutuosa amizade com o lingüista e historiador Capistrano de Abreu. No virar do século, casou-se com Gertrudes Gierling, de quem ficou viúvo em 1944.

## Obras
- Estudos de lingüística (Revista Brasileira), 1895;
- Prosa e Verso (Novidades), 1887;
- Versificação portuguesa, 1948;
- Acentuação e versificação latinas, 1957;
- Gramática Elementar da Língua Portuguesa, 1923;
- Gramática Secundária da Língua Portuguesa, 1923
- Gramática Histórica, 1931 (reúne Lexeologia do Português Histórico, 1921, e Formação de Palavras e Sintaxe do Português Histórico, 1923)
- Dificuldades da Língua Portuguesa , 1908, 2.ª ed., 1919; 5.ª ed., 1957;
- Meios de Expressão e Alterações Semânticas, 1930,
- Nova Grammatica Alleman, 1894
- Compêndio de Geografia Elementar, 1905, Rio de Janeiro / São Paulo. Laemmert & C.